# Гурма-Рарус
Гурма-Рарус (фр. Gourma-Rharous) — небольшой город и коммуна в центральной части Мали, на территории области Томбукту. Административный центр одноимённого округа.

## Географическое положение
Город находится в юго-восточной части области, на правом берегу реки Нигер, на расстоянии приблизительно 795 километров к северо-востоку от столицы страны Бамако. Абсолютная высота — 244 метра над уровнем моря.

Коммуна имеет площадь 7000 км² и включает в себя 29 населённых пунктов.

## Население
По данным Национального института статистики Мали (Institut national de la statistique), на 2009 год численность населения Гурма-Раруса составляла 26 115 человек. В национальном составе представлены: сонгай, туареги, арабы, фульбе и бозо. Наиболее распространённые языки — тамашек и сонгай. Большинство верующих — мусульмане.